# شفيق حبيب
شفيق صالح حبيب (1941) شاعر فلسطيني - إسرائيلي. ولد في قرية دير حنا في الجليل. حصل على دبلوم في المحاسبة، ودبلوم في الصحافة والعلاقات العامة من المعاهد البريطانية في القدس. عمل محاسبًا. كان له نشاطات سياسية في إسرائيل وهو ينتمي إلى عرب الداخل، وشغل منصب رئيس الجبهة الديموقراطية للسلام والمساواة. له دواوين شعرية عديدة.

## سيرته
ولد شفيق صالح حبيب سنة 1941 م/ 1360 هـ في قرية دير حنا في الجليل بفلسطين الانتدابية ونشأ بها. تلقّى تعليمه الابتدائي فيها حتى 1957، والثانوية في مدرسة الناصرة 1961، ثم نال دبلوماً في المحاسبة ودبلوماً في الصحافة والعلاقات العامة من المعاهد البريطانية في القدس.

عمل محاسباً أولًا ثم دخل الإعلام وكتب زوايا عدة في الصحف المحلية العربية، كما كتب المقالات السياسية والنقدية. ساهم في النشاطات السياسية الفلسطينية، وقد شغل منصب رئيس الجبهة الديمقراطية للسلام والمساواة مدة، وأيضًا شغل منصب نائب الرئيس ل رابطة الكتّاب الفلسطينيين في إسرائيل. تعرض في التسعينيات من القرن العشرين، إلى عدة محاكمات في إسرائيل، بسبب مواقفه السياسية الواردة في مجموعته الشعرية «العودة إلى الآتي» التي صدرت 1990، وقد وثق لهذه المحاكمات التي شغلت الرأي العام في إسرائيل آنذاك، في كتاب أصدره عام 1993 وحمل عنوان «في قفص الاتهام:وقائع قضائية في معركة حرية التعبير». واتهم بمساندة منظمة إرهابية ومساندة الانتفاضة حيث أُحرقت جميع مؤلفاته التي استولت عليها الشرطة من المطبعة والمكتبات واستمرت محاكمته حتى عام 1993.

## جوائزه وتكريمه
- 24 مايو 1992: أقامت جمعية الثقافة العربية في الناصرة مهرجانًا شعريًا تضامنيًا معه.[2]
- رشح لنيل جائزة حرية التعبير من منظمة حقوق الإنسان.[2]
- 16 نوفمبر 2016: جائزة القدس التقديرية للإبداع.[6]

## مؤلفاته
من دواوينه الشعرية:
- «قناديل وغربان»، 1972.
- «مأساة القرن الضليل»، 1976.
- «دروب ملتهبة»، 1980.
- «وطن وعبير»، 1981.
- «أنادي أيها المنفى»، 1984.
- «أحزان المراكب الهائمة»، 1987.
- «الدم والميلاد»، 1988.
- «العودة إلى الآتي»، 1990.
- «ليكون لكم فيّ سلام»، 1992.
- «لماذا»، 1998.
- «صارخ في البرية».
- «أنا الجاني»، 2005.

ومن كتبه:
- «في قفص الاتهام، وقائع قضائية في معركة حرية التعبير »